# Airco DH.5
Az Airco DH.5 brit gyártmányú, együléses vadászrepülőgép volt az első világháború idején. Gyártója az elavult DH.2 típus felváltására szánta. Egyike volt az első angol modelleknek, amelyekre a légcsavarkörön keresztül való tüzelést megengedő, újabb típusú szinkronizáló készüléket felszerelték. Sajátossága volt, hogy a pilóta jobb kilátása érdekében a felső szárnyát hátrább tolták. 
A DH.5 rosszabb teljesítmény nyújtott, mint a már gyártásban lévő más antant-vadászrepülőgépek, ezért hamarosan felváltották az  S.E.5a típussal.

## Fejlesztése
A DH.5-öt az Airco vezető fejlesztőmérnöke, Geoffrey de Havilland tervezte és a modellben szerette volna egyesíteni az elöl elhelyezett húzólégcsavaros konfiguráció jobb repülési tulajdonságait a tolólégcsavaros repülőgépek jobb elülső látómezejével. Ezért a felső szárnyat közel 70 cm-el eltolta hátrafelé. A gépet egy darab 0.303 kaliberű Vickers géppuskával fegyverezték fel, amelyet a prototípusnál némileg felfelé irányoztak vagy állítható volt a magassága; a sorozatgyártásba kerülés után hagyományos módon fixen a motorházra erősítették, a középvonaltól balra. A pilótaülés a repülőgép súlypontja elé esett, ezért a fő benzintartályt mögötte helyezték el, az olajtartály alatt. A felső szárny tetejére erősítettek egy kis tartalék üzemanyagtartályt is, amely a benzinpumpa elromlása esetén is működött. 
Mire 1916 decemberére befejezték a tesztrepüléseket, a konkurens gyártók majdnem készen voltak a jobban teljesítő Sopwith Camel és Royal Aircraft Factory S.E.5 típusok tesztelésével. A DH.5 valójában sok szempontból rosszabbnak bizonyult a már frontszolgálatot teljesítő Sopwith Pupnál is. Mire kikerült a frontra, egy géppuskájával hátrányba került a szinte mindig két géppuskával felszerelt német vadászgépekkel szemben. A hadvezetés ettől függetlenül négy gyártótól is megrendelte a típust: az Aircótól 200-at, a British Caudrontól 50-et, a Darracqtól 200-at, a March, Jones & Cribbtől pedig 100-at.

## Frontszolgálata

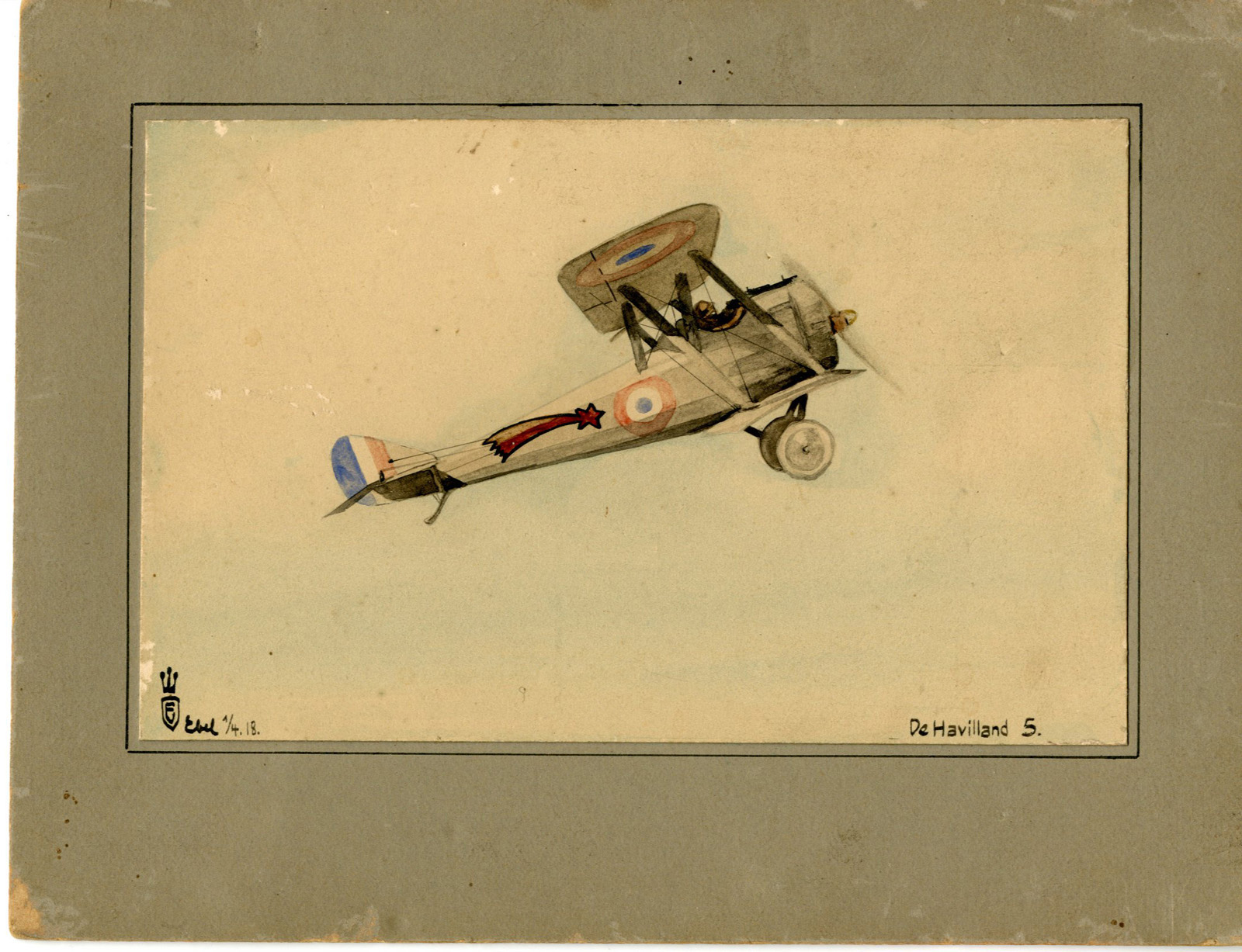

A DH.5 kezdettől fogva népszerűtlen volt a pilóták körében. Szokatlan konstrukciója miatt azt állították róla (jórészt alaptalanul), hogy nehéz kezelni. 3 ezer méter fölött teljesítménye ugrásszerűen romlott és bár nagyon jól manőverezett, légiharc közben hajlamos volt magasságot veszteni. A hátratolt felső szárny miatt a pilóta nem látott ki jól maga mögé felfelé, márpedig a támadás többnyire innen érkezett. Másrészről a személyzet előre valóban jobban kilátott, a gép konstrukciója igen ellenálló volt és kisebb magasságon jól teljesített; mindezek miatt előszeretettel alkalmazták földi célpontok ellen. Ebben a minőségben jól teljesített a cambrai csatában. 
Érdekesség, hogy ezzel a típussal szerelték fel az első ausztrál vadászszázadot, bár 1917 decembere után S.E.5a-kal felváltották. A brit századoknál ekkorra már csak mutatóban szerepelt néhány példány és 1918 januárjában teljesen kivonták a frontszolgálatból. A megmaradt gépeket oktatási célra alkalmazták, de ott sem kedvelték meg és hamarosan teljesen eltűnt a Royal Flying Corps gépparkjából.
Az Airco DH.5-ből nem maradt fenn eredeti példány, az USA-ban és Új-Zélandon építették meg röpképes másolatait.

## Rendszeresítő országok
- Ausztrália 2, 6, 7 repülőszázadok (a 6 és 7 gyakorlószázad volt)
- Egyesült Királyság 24, 32, 41, 64, 65 repülőszázadok

## Műszaki paraméterei
- személyzet: 1 fő
- szárnyfesztávolság: 7,83 m
- szárnyterület: 19,7 m²
- törzshossz: 6,71 m
- magasság: 2,78 m
- üres súly: 459 kg
- felszállósúly: 676 kg
- maximális sebesség: 164 km/h
- maximális magasság: 4800 m
- bevetési idő: 2 ó 45 p

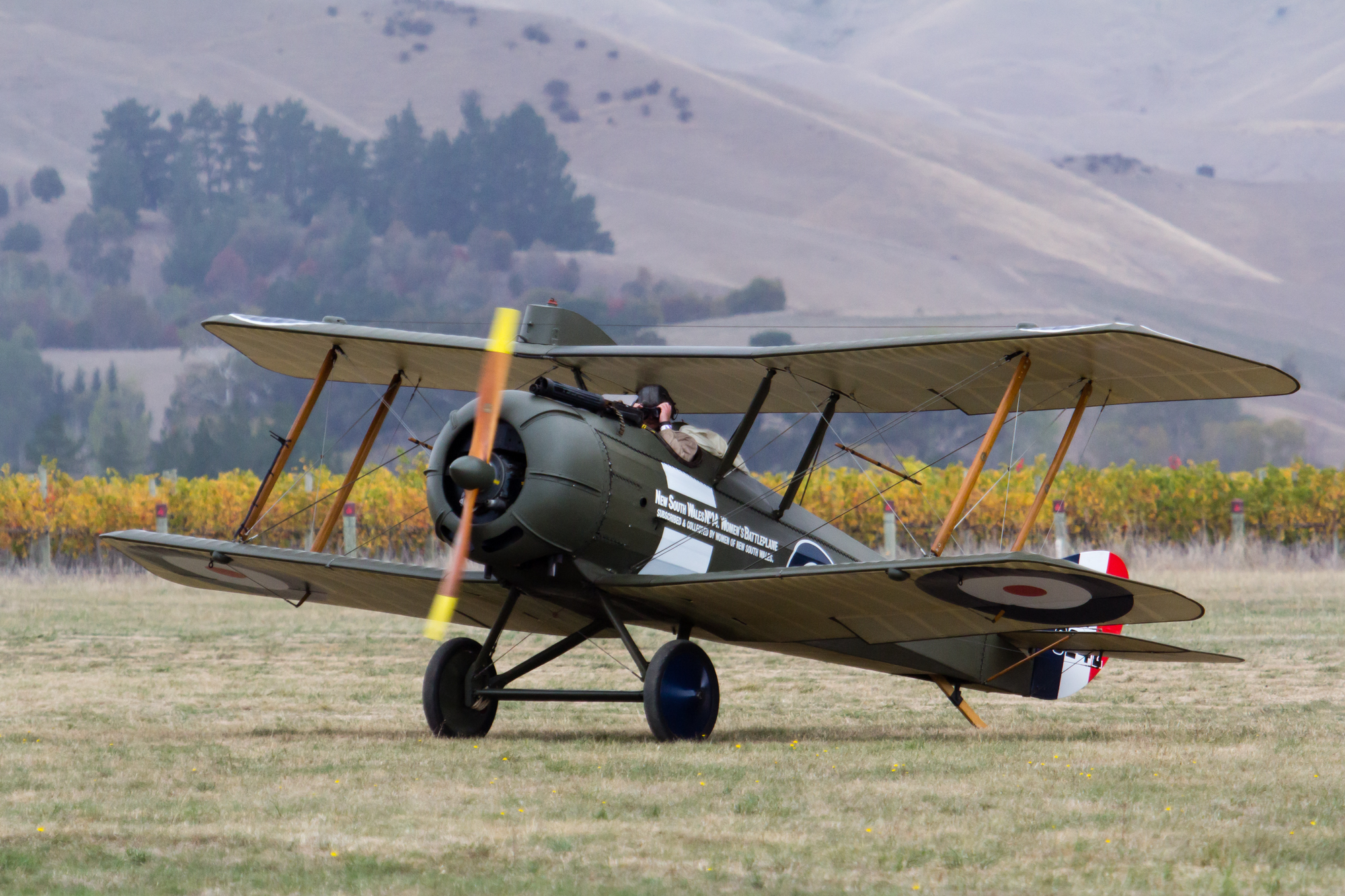
Az Airco DH.5 modern másolata

- hajtómű: 1 db 110 lóerős, 9 hengeres Le Rhône 9J forgómotor
- fegyverzet: 1 db 7,7 mm-es Vickers géppuska

## Fordítás
- Ez a szócikk részben vagy egészben  az   Airco DH.5 című angol Wikipédia-szócikk ezen változatának fordításán alapul.  Az eredeti cikk szerkesztőit annak laptörténete sorolja fel. Ez a jelzés csupán a megfogalmazás eredetét és a szerzői jogokat jelzi, nem szolgál a cikkben szereplő információk forrásmegjelöléseként.